# Harstad (W318)
KV Harstad (W318) je víceúčelová oceánská hlídková loď norské pobřežní stráže pro operace ve výhradní ekonomické zóně země. Slouží mimo jiné ke kontrole rybolovu, pátrání a záchraně, k hašení požárů, jako remorkér, nebo při likvidaci ropných skvrn. Plavidlo je vybaveno pro vlečení velkých tankerů o nosnosti 200 000 DWT.

## Stavba

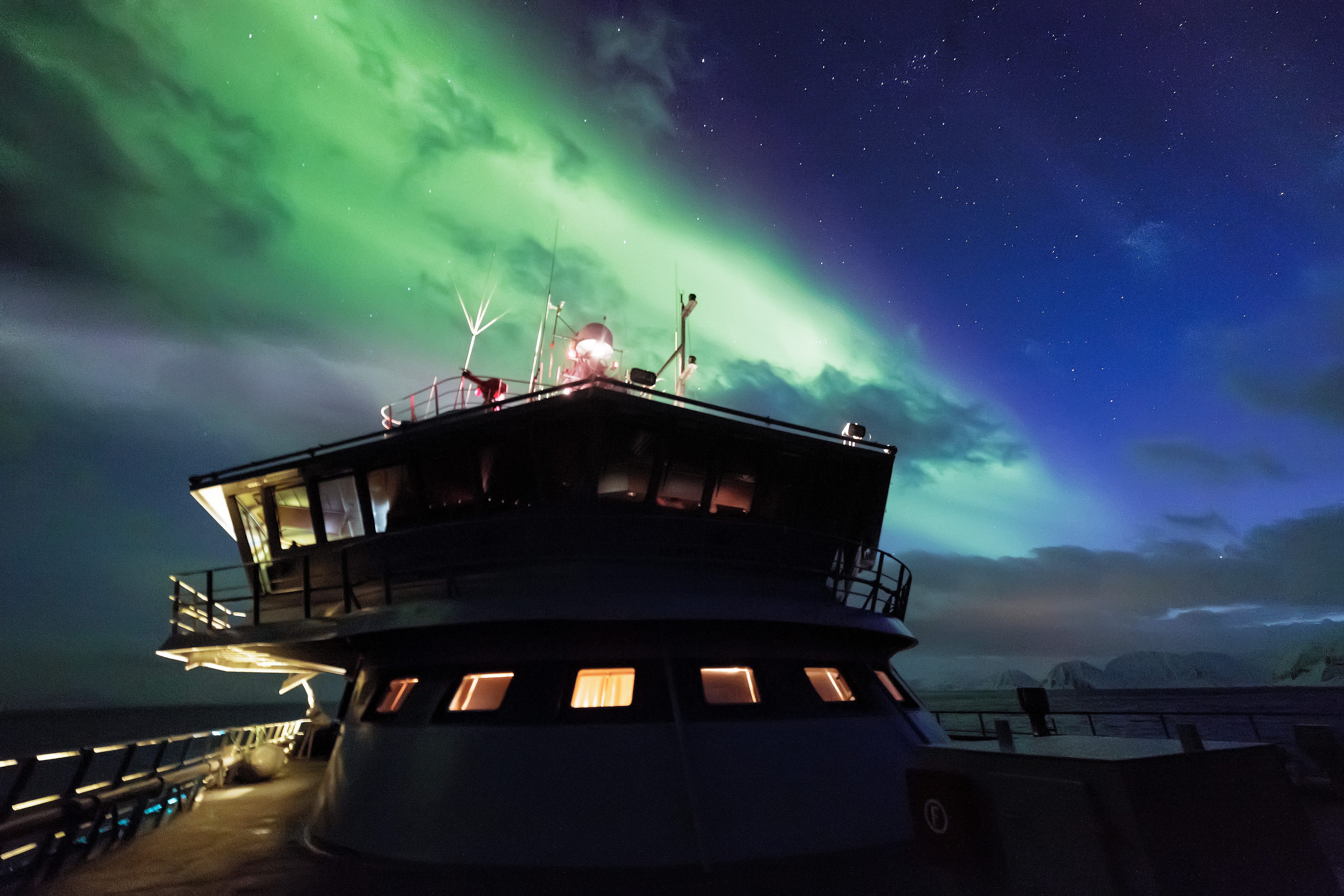
Můstek plavidla Harstad s polární září

Plavidlo bylo postaveno na základě typu Rolls-Royce UT 512. Trup postavený rumunskou loděnicí Aker Tulcea byl následně vybaven pohonem a vystrojen norskou loděnicí Aker Brattvåg v Søviknes (obě jsou součástí společnosti VARD). Do služby bylo přijato v roce 2005. Plavidlo vlastní společnost Remøy Management, která jej na základě dlouhodobého kontraktu poskytuje pobřežní stráži.

## Konstrukce

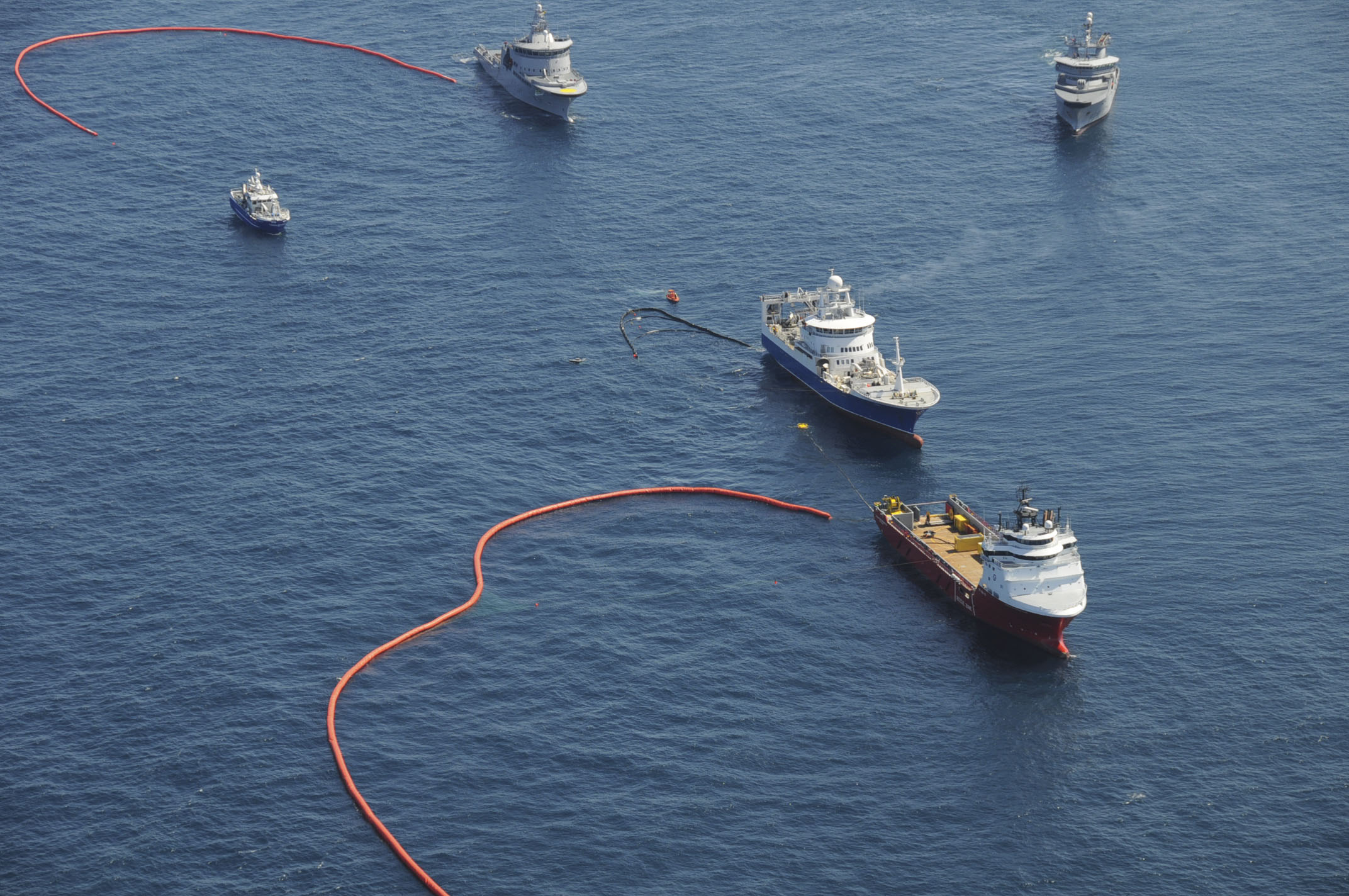
Harstad a další plavidla při likvidaci ropné skvrny

Plavidlo provozuje smíšená posádka z vojáků a civilistů. Na palubě jsou kajuty pro celkem 35 osob. Plavidlo je vyzbrojeno jedním 40mm kanónem Bofors a dvěma 12,7mm kulomety. Na zádi se nachází specializované vybavení. Nádrže plavidla pojmou až 1000 tun látek odčerpaných z ropných skvrn. Pohonný systém tvoří dva osmiválcové diesely Bergen B32:40L, každý o výkonu 4000 kW, pohánějící dva lodní šrouby KaMeWa Ulstein se stavitelnými lopatkami. Manévrovací schopnosti zlepšuje příďové dokormidlovací zařízení KaMeWa Ulstein o výkonu 736 kW a zatahovací pod Ulstein Aquamaster o výkonu 883 kW. Nejvyšší rychlost dosahuje 18,5 uzlu.